# Stixwould and Woodhall
Stixwould and Woodhall är en civil parish i Storbritannien.   Den ligger i grevskapet Lincolnshire och riksdelen England, i den sydöstra delen av landet, 190 km norr om huvudstaden London. Antalet invånare är 255. Arean är 23,0 kvadratkilometer.
Terrängen i Stixwould and Woodhall är mycket platt.